# Aldo Baio
Aldo Baio (Bolzano, 28 luglio 1975) è un ex pallanuotista e allenatore di pallanuoto italiano, attualmente allenatore dell'Aquatic Club Siracusa.

## Palmarès

### Giocatore

#### Competizioni nazionali
- Serie B: 1
- Coppe Comen : 2

2001
2002

### Allenatore

#### Competizioni nazionali
- Serie B: 1

2013-2014